# Teresa Betz
Teresa Betz (* 1. August 1991) ist eine deutsche Moderatorin und Reporterin.

## Leben
Betz studierte von Oktober 2010 bis Januar 2014 Medienwissenschaft und Kulturwissenschaft an der Universität Regensburg und schloss im Juli 2020 mit dem Master ein Studium der Theater-, Film- und Medienwissenschaften an der Universität Frankfurt ab.
Im Oktober 2019 trat sie dem Redaktionsteam der   ZDF-Kindernachrichten Logo bei und war seit Januar 2021 als Reporterin auch vor der Kamera vertreten. Zuvor arbeitete sie als Redakteurin für ZDFheute, Arte und DASDING. Ihr journalistisches Volontariat absolvierte sie beim ZDF von 2017 bis 2019. Seit dem 10. Juni 2025 ist Teresa Betz als Schwangerschaftsvertretung von Linda Joe Fuhrich als Moderatorin der Sendung tätig.